# Galerina sulciceps
Galerina sulciceps é uma espécie de fungo extremamente tóxica da família Strophariaceae [en], ordem Agaricales. Está distribuída em regiões tropicais da Indonésia e da Índia, mas foi ocasionalmente registrada frutificando em estufas na Europa. Mais tóxica que Amanita phalloides, G. sulciceps contém as toxinas alfa-amanitina, beta-amanitina e gama-amanitina. Uma série de envenenamentos na Indonésia na década de 1930 resultou em 14 mortes pelo consumo dessa espécie. Possui a aparência típica de um "cogumelo marrom pequeno", sem características externas marcantes que a diferenciem de outras espécies marrons semelhantes. Os corpos frutíferos do fungo variam de fulvo a ocre, escurecendo para marrom-avermelhado na base do estipe. As lamelas são bem separadas, e não há anel presente no estipe.

## História e taxonomia
A espécie foi descrita pela primeira vez como Marasmius sulciceps pelo naturalista inglês Miles Joseph Berkeley em 1848, com base em um espécime encontrado quatro anos antes crescendo em madeira velha no Ceilão (atual Sri Lanka). Em 1898, Carl Ernst Otto Kuntze transferiu a espécie para o gênero Chamaeceras, que desde então foi reintegrado ao Marasmius. Devido à sua esporada marrom, o micologista holandês Karel Bernard Boedijn [en] transferiu a espécie para o gênero Phaeomarasmius [en] em 1938. Em 1951, ele a redescreveu e a transferiu para sua posição atual no gênero Galerina. O tratamento taxonômico abrangente de Rolf Singer sobre os fungos da ordem Agaricales classificou Galerina sulciceps na seção Naucoriopsis do gênero Galerina, uma subdivisão inicialmente definida pelo micologista francês Robert Kühner em 1935. Essa seção inclui fungos pequenos com esporos marrons, margem do píleo curvada para dentro quando jovens e pleurocistídios de paredes finas, com ápices obtusos ou agudos, mas não amplamente arredondados. Todas as Galerina contendo amatoxinas pertencem à seção Naucoriopsis.

## Descrição
O píleo é inicialmente em forma de ovo em espécimes jovens, mas torna-se convexo e, posteriormente, mais ou menos plano com uma depressão central à medida que amadurece. No centro do píleo, há um umbo aproximadamente esférico, semelhante a um mamilo. O píleo é higrófano, mudando de cor conforme o estado de hidratação: fulvo em espécimes úmidos, passando a ocre com bordas marrom-escuras quando seco. O diâmetro do píleo varia geralmente de 1,5 a 4 cm, com uma superfície lisa e quase gelatinosa. A borda do píleo é fina, ondulada e frequentemente fendida. As lamelas são amplamente adnatas (ligadas ao estipe ligeiramente acima da base da lamela, com a maior parte fundida ao estipe) a levemente decorrentes (descendo ao longo do estipe). Entre as lamelas, há lamelas mais curtas, chamadas lamélulas, que começam no píleo, mas não alcançam o estipe. As lamelas são largas (até 4 mm) e espessas na base (1 mm), podendo desenvolver veias que se conectam na superfície inferior do píleo quando maduras. O estipe mede de 0,4 a 2,5 cm de comprimento por 0,15 a 0,3 cm de espessura, geralmente fixado centralmente na face inferior do píleo, embora às vezes possa estar ligeiramente excêntrico. Os estipes são sólidos, cilíndricos e podem ser pruinosos (cobertos por uma fina camada de pó).
A descrição original de Berkeley destacou semelhanças com um pequeno fungo Marasmius peronatus, hoje conhecido como Gymnopus peronatus.

### Características microscópicas
Os esporos são elipsoides a amendoados, com dimensões de 7,2–9,7 por 4,5–5,8 μm. Os basídios (células portadoras de esporos) são cilíndricos a levemente clavados, tetraspóricos, medindo 30–45 por 5,5–6 μm. Os esterigmas (projeções dos basídios que sustentam os esporos) têm 5–6 μm de comprimento. Os pleurocistídios (cistídios localizados na face das lamelas) têm paredes finas, com pescoços longos e um tanto cilíndricos, variando de hialino (translúcido) a marrom-amarelado claro, medindo geralmente 40 por 10,5 μm, mas podendo chegar a 142 por 18 por 8 μm. Os cistídios na borda das lamelas (queilocistídios) são semelhantes aos pleurocistídios. As hifas de G. sulciceps possuem fíbulas – ramificações curtas que conectam uma célula à anterior, permitindo a passagem dos produtos da divisão do núcleo celular.

## Bioquímica

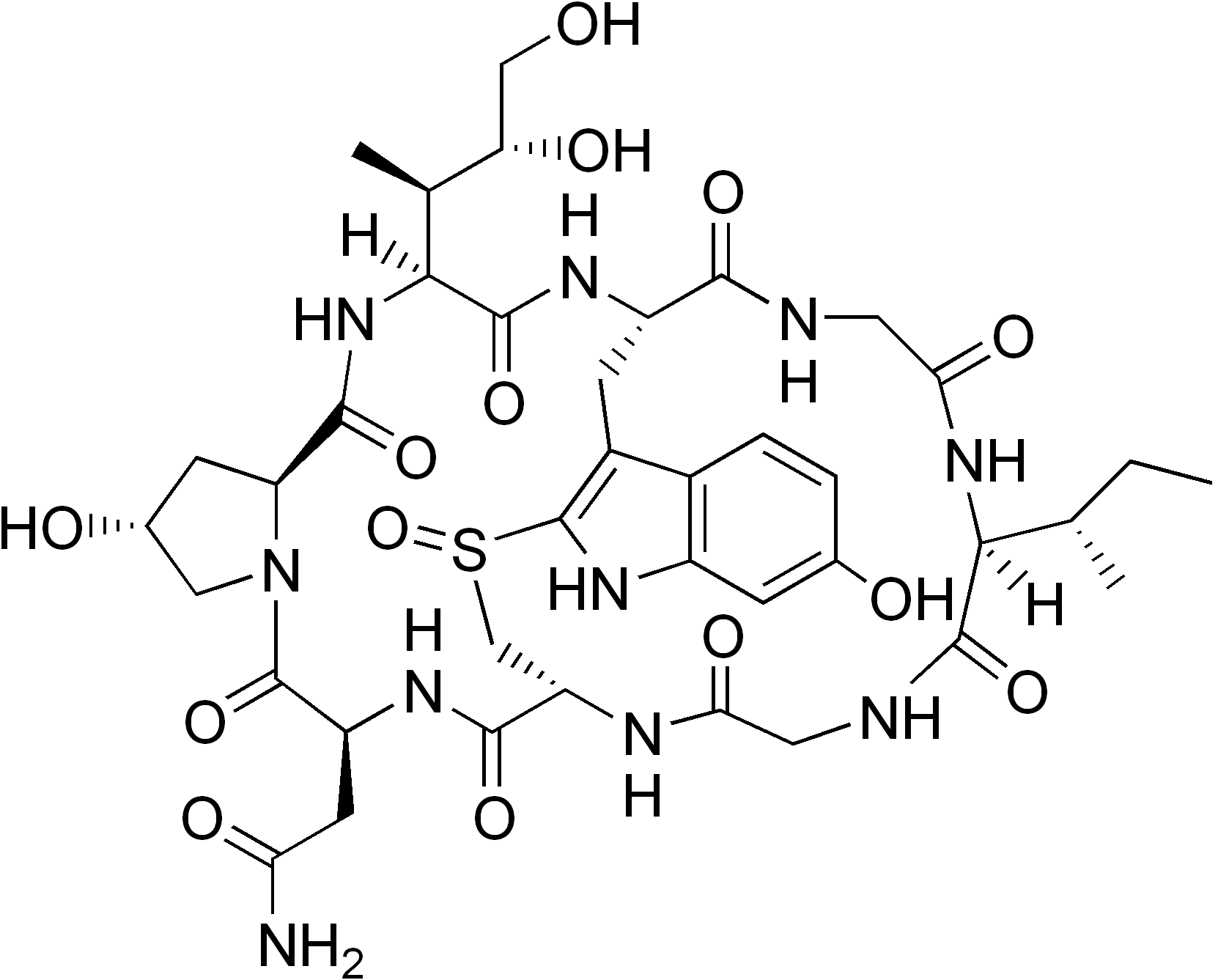
Alfa-amanitina é a principal toxina desta espécie.

Galerina sulciceps é mortalmente venenosa, sendo considerada por um autor como "talvez o cogumelo mais tóxico conhecido pelo homem", visão corroborada por estudos posteriores sobre concentrações de toxinas em cogumelos com amatoxinas. Os sintomas de envenenamento atribuídos a esse cogumelo são incomuns: efeito anestésico local, sensação de "alfinetes e agulhas" e náuseas sem vômitos. Embora esses sintomas clínicos sejam inconsistentes com os de envenenamento por amatoxina, a presença das toxinas alfa-amanitina, beta-amanitina e gama-amanitina foi confirmada por análise cromatográfica. As amatoxinas danificam o fígado e os rins ao se ligarem irreversivelmente à RNA polimerase II. Três incidentes de envenenamento na Indonésia envolveram 18 pessoas, das quais 14 morreram. Com base nesses casos, a morte ocorre entre 7 e 51 horas, "a menos que o paciente sobreviva, o que parece depender da quantidade ingerida e da vitalidade do indivíduo". Outro caso de morte atribuído a esse cogumelo foi relatado na Alemanha no início dos anos 1980. Envenenamentos graves foram tratados com diálise completa ou transplante de fígado.

## Habitat e distribuição
A espécie cresce em madeira morta em locais tropicais como a Indonésia (Java e Sumatra) e próximo à Índia (Sri Lanka), onde é abundante em algumas áreas. Não é encontrada na América do Norte. Na Alemanha, foi registrada em estufas, sendo conhecida localmente como Gewächshaus-Häubling, que significa "Galerina de estufa". Em um caso, o fungo foi encontrado frutificando em grupos densos em vasos de orquídeas sobre serragem úmida de coníferas.